# Adrián Esteve
Adrián Esteve Muñoz (Valencia) más conocido como Adrián Esteve, es un entrenador de fútbol español.

## Trayectoria
Adrián comenzó su trayectoria como entrenador en las categorías inferiores del Valencia CF y en la temporada 2013-14, dirigió al equipo sub-12 del conjunto valencianista.
Durante la temporada 2014-15, fue entrenador en varios Campus de Fútbol organizados por el Valencia CF en varias sedes repartidas por el mundo, hasta que en septiembre de 2015, ingresa como técnico en el fútbol base del Villarreal CF.
Desde 2015 a 2019, trabajaría en el conjunto castellonense dirigiendo a los equipos desde sub-9 hasta sub-16.
En julio de 2019, se convierte en entrenador del Juvenil "B" de la Levante Unión Deportiva.
En la temporada 2020-21, comienza como entrenador del equipo Juvenil "B" de la Levante Unión Deportiva. En diciembre de 2020, tras el ascenso de Alessio Lisci al Atlético Levante Unión Deportiva, Adrián coge las riendas del Juvenil "A" de la Levante Unión Deportiva.
El 30 de mayo de 2021, se coronó campeón de División de Honor Juvenil con el Juvenil "A" de la Levante Unión Deportiva por primera vez en su historia.
En la temporada 2021-22, Adrián dirige también al Juvenil "A" hasta el mes de diciembre de 2021.
El 10 de diciembre de 2021, es confirmado definitivamente como entrenador del Atlético Levante Unión Deportiva de la Segunda División RFEF, hasta el final de la temporada en la Segunda División RFEF, tras el ascenso de Alessio Lisci al frente del primer equipo. El 2 de mayo de 2022, sería destituido y reemplazado por Chema Sanz.

## Clubes
| Club                             | País   | Año       |
| -------------------------------- | ------ | --------- |
| Atlético Levante Unión Deportiva | España | 2021–2022 |